# Civic Duty
Civic Duty (bra: Paranóia Americana; prt: Dever Cívico) é um filme de suspense de 2006, dirigido por Jeff Renfroe e estrelado por Peter Krause, Khaled Abol Naga, Kari Matchett e Richard Schiff.

## Sinopse
O filme é sobre um contador estadunidense recém-desempregado, bombardeado com notícias e pela obsessão midiática sobre planos terroristas imediatamente após os atentados de 11 de setembro, que fica paranóico quando um estudante muçulmano se muda para a casa ao lado.

## Elenco
- Peter Krause como Terry Allen
- Khaled Abol Naga como Gabe Hassan
- Richard Schiff como agente do FBI Tom Hilary
- Kari Matchett como Marla Allen
- Ian Tracey como tenente Randall Lloyd
- Vanesa Tomasino como caixa bancário
- Laurie Murdoch como oficial de empréstimos
- Michael Roberds como funcionário dos correios
- Agam Darshi como enfermeira
- Mark Brandon como âncora noturna Bret Anderson
- Brenda Crichlow como âncora do dia Tricia Wise
- Val Cole como âncora da manhã Susan Harwood
- Mark Docherty como repórter Chad Winslow
- Michael St. John Smith como analista jurídico
- P. Lynn Johnson como governador Bradley

## Recepção critica
Richard Nilsen, crítico de cinema do The Arizona Republic, apreciou o filme em algumas ocasiões, mas deu ao filme uma crítica mista. Ele escreveu: "cria um considerável suspense e tensão; Renfroe aprendeu bem com Hitchcock. E o confronto final é construído a um passo angustiante. Mas isso não consegue resgatar o filme de um desfecho tolo e melodramático".